# Rešetari
Rešetari su općina u Hrvatskoj, u Brodsko-posavskoj županiji.

## Prirodno-zemljopisna obilježja Rešetara
Rešetari se nalaze u zapadnom dijelu Posavine i prostiru se na 20,86 km2, što čini 35,11% površine općine Rešetari. Prostorom prolazi državna cesta [51] za Požegu koja se nadovezuje na autocestu. Tranzitno prometna Rešetara omogućava optimalnu povezanost s ostalim krajevima i centrima.
U reljefu Rešetara su dvije cjeline - prigorje na sjeveru i ocjedita ravnica na jugu. U davnoj prošlosti ovaj je prostor prekrivalo Panonsko more, a danas planine koje zatvaraju dio požeške kotline: Psunj, Papuk i Dilj gora. Udolina Rešetarice omogućava ratarsku proizvodnju, a prigorja su pogodna za voćarstvo i vinogradarstvo. Reljef je izrazito nizinski, s apsolutnom visinom do 100m, a u sastavu dominira glina, pijesak i šljunak.
Klima je umjereno kontinentalna. Srednja temperatura 10,7°C. Prosječna količina oborina iznosi 800 mm na četvorni metar, a najviše padalina je u kasno proljeće i rano ljeto, što pogoduje poljoprivredi.
Biljni pokrov pripada šumskim zajednicama i može se pratiti zonalno. Niska zona karakteristična je po zajednicama hrasta lužnjaka, poljskog jasena i običnog graba. Nešto viša zona, zona terasa, potpuno je obrađena. Treća zona je zajednica hrasta kitnjaka, običnog graba i bukve. Tamo su šume značajno očuvane, a na pristojnim stranama su oranice, livade i pašnjaci.

## Stanovništvo
Prema popisu iz 2001. godine općina ima 5171 stanovnika.
- Adžamovci – 628
- Brđani – 298
- Bukovica – 180
- Drežnik – 535
- Gunjavci – 455
- Rešetari – 2672
- Zapolje – 403

Vjeroispovjest: rimokatolici 99 %
Nacionalnost: Hrvati 99 %
Prosječna gustoća naseljenosti općine je 97 st./km2.
| broj stanovnika | 1949  | 2096  | 2133  | 2645  | 3114  | 3879  | 3581  | 4069  | 4825  | 4946  | 5137  | 5447  | 5283  | 5627  | 5171  | 4753  | 3852  |
|                 | 1857. | 1869. | 1880. | 1890. | 1900. | 1910. | 1921. | 1931. | 1948. | 1953. | 1961. | 1971. | 1981. | 1991. | 2001. | 2011. | 2021. |

| broj stanovnika | 771   | 824   | 801   | 1072  | 1241  | 1580  | 1466  | 1635  | 1993  | 2104  | 2288  | 2495  | 2561  | 2845  | 2672  | 2450  | 2072  |
|                 | 1857. | 1869. | 1880. | 1890. | 1900. | 1910. | 1921. | 1931. | 1948. | 1953. | 1961. | 1971. | 1981. | 1991. | 2001. | 2011. | 2021. |

## Uprava
Dan općine obilježava se 30. travnja.
Načelnik općine je Zlatko Aga HSLS.
Članovi općinskog vijeća su:
HSLS:
Milka Perković, 
Branko Babić, 
Hrvoje Milak, 
Željko Domazetovićć,
Andrea Marinović,
Željko Kolaković,  Darko Beligoj, Ivana Prpić, Ivo Sedlaček, Mladen Rossi
HSS- SDP:
Ozren Kraljić
HDZ:
Vladimir Majetić,
Miroslav Jelčić

## Povijest
Prvo spominjanje imena sela Rešetara prema povijesnim izvorima je 1407. godine u popisu naselja Požeške kotline, a 1427. godine mjesto Resetharowcz je djelomično u posjedu Gorjanskih. Veliko značenje u to doba ima naselje Zapolje koje se spominje 1250. godine u vlasništvu Boričevića. U to vrijeme osnovan je i red plemića Zapoljskih koji idu u red starih hrvatskih plemena.
Na području Rešetara život se odvijao i u prapovijesno doba, o čemu svjedoči nekoliko slučajno pronađenih posuda s pougljenim žitom, keramički uteg i mnogo ulomaka keramike.
Za vrijeme vladavine Rimljana, u trećem i četvrtom stoljeću, moguće je da se na obroncima Gostinca nalazilo više zgrada. Pronađeno je više vrsta rimskih novčića i cigla. Arheološka istraživanja bi mogla donijeti jasniju sliku o tome vremenu.
U kasnom srednjem vijeku Rešetari su bili smješteni u dijelu današnjih Čelikovaca. Na Jurića visu nalazila se tvrđavica u kojoj su živjeli plemići Ivan i Marko Rešetarski Bornemisi. 
Za vrijeme vladanja Turaka u Rešetarima je živjelo starosjedilačko stanovništvo, a od 1699. godine, kada su Turci protjerani iz Slavonije, uz stare obitelji čija su se prezimena sačuvala do danas, doselilo se mnogo novih obitelji. 
U vrijeme Vojne krajine u Rešetarima je izgrađeno nekoliko zgrada za vojne potrebe. Tu je stanovao pukovnik Friedrich Schmidt. Kada je osnovana Nova Gradiška, on tamo prenosi sjedište štaba. Svi muškarci, od šesnaest do šezdeset godina života bili su vojnici, a Rešetari su bili satničko (kapetansko) mjesto br. 7. Vojna uprava se brine i o osnivanju škola. Iz nekih izvora se može vidjeti da je škola radila i ranije, a sigurni zapisani početak školske obuke je 3.studeni 1830. godine. Od toga datuma nastava se održava bez prekida.
20.siječnja 1765. godine započinje sa službom rimokatolička župa u Novoj gradiški i tada Rešetari ulaze u sastav te župe. Odlukom nadbiskupa dr. Franje Kuharića u Rešetarima se 12. siječnja 1978. godine osniva župa, čiji je prvi upravitelj 39 godina bio gospodin vlč. Luka Slobođanac, a od 2015. godine župnik je vlč. Josip Bogović.

## Poznate osobe
- Marija Iveković, svjetska prvakinja i rekorderka u atletici
- Ivo Štivičić, dramski pisac i scenarist
- Antun Petrović, akademski kipar

## Spomenici i znamenitosti
- Crkva Krista Kralja u Rešetarima
- Crkva sv. Ivan Krstitelj u Zapolju

## Obrazovanje
- Osnovna Škola Antun Starčević

Prva pučka učionica otvorena je u privatnoj kući na broju 16, 1836. godine, a kao prvi učitelj trivijalne škole spominje se Mijo Petrović. 1842. godine škola se seli u bivšu satnijsku pisarnu koju je općina otkupila od Gradiške pukovnije. 2. rujna 1896. godine otvorena je nova školska zgrada, današnja zgrada Općine Rešetari. Iste godine škola je od jednorazredne postala dvorazredna. Godine 1900. uvedena je i opetovnica koju pohađa 8 dječaka i 9 djevojčica. U školu su išli samo jedan dan u tjednu. Za vrijeme Prvog svjetskog rata škola je radila s prekidima. Škola nije radila u školskoj godini 1944./1945. Već školske godine 1945./1946. školu je pohađalo 286 učenika raspoređenih u četiri odjeljenja. 1948. godine započeta je gradnja zadružnog doma u kojem se i danas odvija nastava. Zadružni dom nije bio namijenjen za školu, te je 1967. godine donesena odluka o rekonstrukciji zadružnog doma. Kompletna adaptacija završena je do kraja 1973./1974. godine. Tada je škola nosila naziv OŠ. "Josip Oršulić - Braco". Na adaptaciji škole radili su učitelji i djelatnici, a najviše tadašnji direktor škole Milan Podgornjak. Godine 1988. ravnatelj škole postaje Duško Batalo koji se iznimno zalagao za boljitak školskih uvjeta i samog vanjskog i unutarnjeg izgleda škole. Za njegovog mandata izgrađena je školska športska dvorana, čime je škola dobila sve potrebne sadržaje. Godine 2004. za ravnatelja škole izabran je Tihomir Batalo, dipl. ing. strojarstva.

## Kultura
Na području općine djeluju dvije župske zajednice u Rešetarima i Zapolju. Također djeluju i dvije matične osnovne škole u Rešetarima i Adžamovcima. Danas na području općine djeluje nekoliko športskih i kulturnih udruga (Književno likovno društvo "Rešetari", KUD "Rešetari" i KUD "Drežnik") kao i dvije lovačke, jedna pčelarska udruge te tri vatrogasna društva čiji je nositelj aktivnosti DVD Rešetari, osnovan 1930. godine.

## Gradovi i općine prijatelji
- općina Ilinden iz Makedonije potpisala je Sporazum o prijateljstvu i suradnji s općinom Rešetarima[4]
- općina Kostanjevica na Krki  potpisala je Povelju o prijateljstvu s općinom Rešetari.[5]

## Sport
- NK Budućnost Rešetari
- NK Mladost Brđani
- NK Slavonac Gunjavci- Drežnik

## Vanjske poveznice
- Stranica Općine Rešetari
- Stranica Osnovne Škole Rešetari  Arhivirana inačica izvorne stranice od 10. kolovoza 2009. (Wayback Machine)
- Stranica NK Budućnost Rešetari  Arhivirana inačica izvorne stranice od 20. lipnja 2012. (Wayback Machine)